# South Airlines
South Airlines war eine ukrainische Charter-Airline, die von 1999 bis 2013 operierte.

## Geschichte
Die Fluggesellschaft wurde am 19. April 1999 registriert und ein Jahr später von der Staatlichen Luftfahrtbehörde der Ukraine zertifiziert. Sie führte Linien- sowie Charterflüge durch. Am Anfang kamen Flugzeuge der Typen Antonow An-24, Antonow An-30, Antonow An-140, Jakowlew Jak-40, Let L-410 Turbolet und Tupolew Tu-134 zum Einsatz.
Im Februar 2013 entzog die ukrainische Luftfahrtbehörde der Fluggesellschaft die Lizenz.

## Flotte
Am 14. Februar 2013 verfügte South Airlines Berichten zufolge nur über drei Flugzeuge: eine Antonow An-24 (abgestürzt), eine Embraer EMB-500, eine Saab 340B und eine Maschine vom Typ Jakowlew Jak-40.
| Flugzeugtyp     | Im Betrieb | Bestellt | Kapazität |
| --------------- | ---------- | -------- | --------- |
| Antonow An-24RV | 1          | 0        | 48        |
| Antonow An-148  | 0          | 6        | n/a       |
| Let L-410 UVP   | 1          | 0        | n/a       |
| Saab 340B       | 2          | 0        | 33        |
| Jak-42D         | 1          | 0        | 120       |
| Insgesamt       | 5          | 6        |           |

## Zwischenfälle
- Am 13. Februar 2013 stürzte eine Antonow An-24RW der South Airlines (Luftfahrzeugkennzeichen UR-WRA) beim Landeanflug auf den Flughafen Donezk (Landebahn 08) ab. Von den 52 Insassen kamen 5 ums Leben. Dies war der Grund für den Entzug der Lizenz (siehe auch South-Airlines-Flug 8971).[4]